# Xian d'An
Le xian d'An (安县 ; pinyin : Ān Xiàn) est un district administratif de la province du Sichuan en Chine. Il est placé sous la juridiction de la ville-préfecture de Mianyang.

## Démographie
La population du district était de 497 059 habitants en 1999.